# Горынь
Горы́нь (укр. Горинь, бел. Гарынь) — река на Украине и в Беларуси, правый приток Припяти. Река берёт начало возле села Волица Кременецкого района Тернопольской области. Длина реки — 659 км. Дала название историческому региону Погорынье.

## Физико-географическая характеристика
Длина реки — 659 км, площадь водосборного бассейна — 27700 км², среднегодовой расход воды в устье — 110 м³/с. Исток находится на Кременецкой возвышенности, далее течёт по Волынской возвышенности в узкой долине с высокими и крутыми берегами, затем по Полесью в широкой заболоченной пойме; в нижнем течении протекает через Пинские болота. Высота устья — 125 м над уровнем моря.

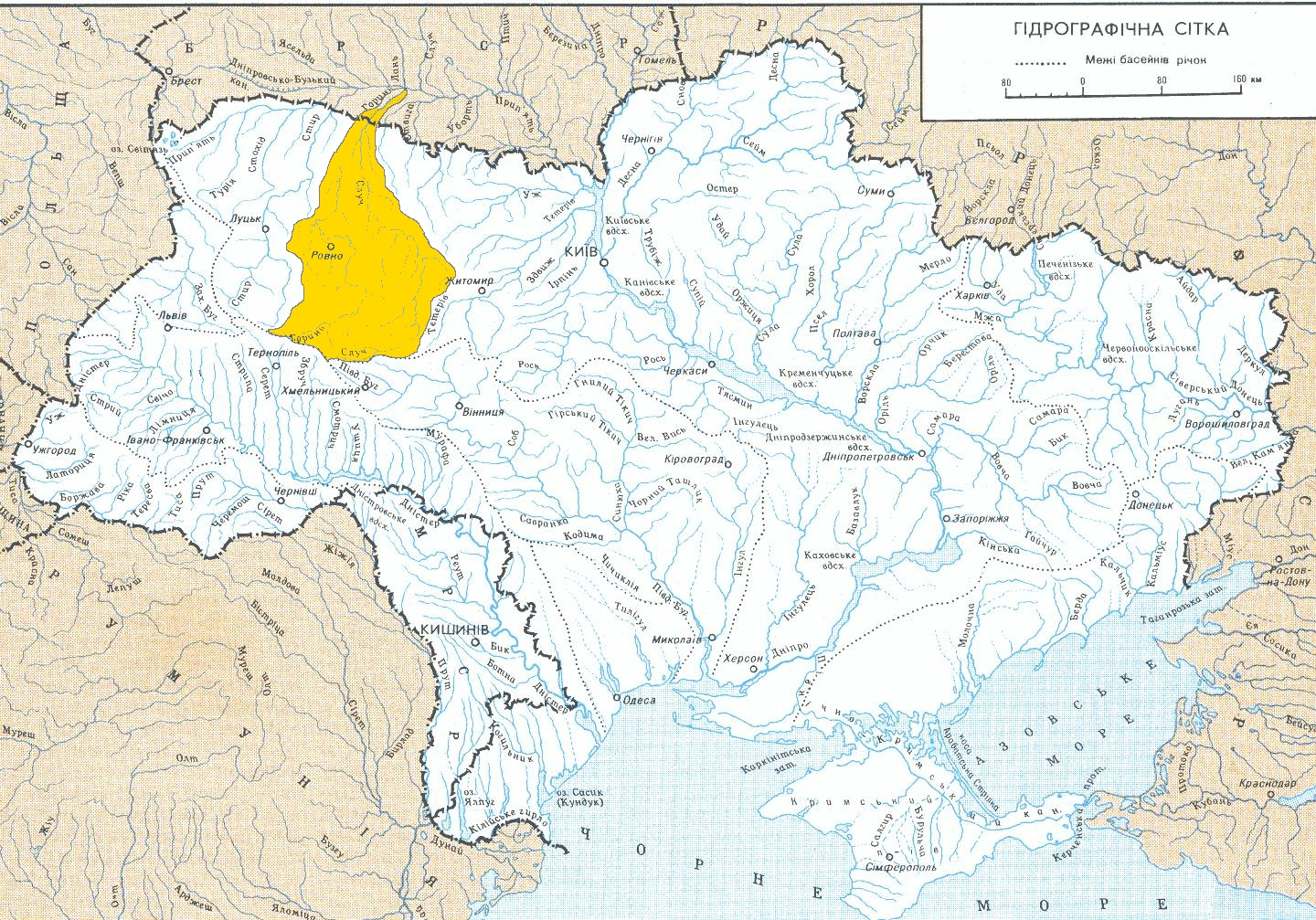
Бассейн Горыни

Минерализация воды реки Горынь в створе в районе Хмельницкой АЭС составляет: весеннее половодье — 502 мг/дм³; летне-осенняя межень — 455 мг/дм³; зимняя межень — 567 мг/дм³.
Минерализация воды водоёма-охладителя Хмельницкой АЭС составляет: весеннее половодье — 396 мг/дм³; летне-осенняя межень — 401 мг/дм³; зимняя межень — 405 мг/дм³. Тип вод — гидрокарбонатно-кальциевый.
Наибольший приток — Случь (правый). Горынь судоходна на 291 км от устья.
На реке Горынь расположены города и посёлки Изяслав, Славута, Нетешин, Острог, Гоща, Оржев, Степань, Дубровица, Речица, Столин, Давид-Городок.

### Основные притоки
(указано расстояние от устья)
- 71 км: Сырец (лв)
- 105 км: Случь (пр)
- 132 км: Бережанка (лв)
- 170 км: Вырка (лв)
- 182 км: Мельница (лв)
- 203 км: Зульня (пр)
- 238 км: Замчиско (пр)
- 286 км: Стубла (лв)
- 302 км: Устье (лв)
- 448 км: Вилия (лв)
- 492 км: Цветоха (пр)
- 514 км: Сошенка (лв)
- 515 км: Припутенка (пр)
- 524 км: Бельчинка (лв)
- 572 км: Полква (пр)
- 603 км: Горынка (лв)
- 606 км: Жирак (пр)

## Археология
У села Лепесовка на реке Горынь было открыто поселение черняховской культуры Лепесовка. В 1957—1962 годах на поселении проводились раскопки под руководством М. А. Тихановой. Были обнаружены сосуды, внутренняя поверхность которых была орнаментирована крестами с прямыми или разветвлёнными концами или с изображением дерева. Среди лепной керамики Лепесовки ок. 10 % приходится на матрёшковидную керамику киевского типа.